# ویکتوری سن پدرو د آلکانتارا
ویکتوری سن پدرو د آلکانتارا (به انگلیسی: Spanish ship San Pedro de Alcantara) یک کِشتی بود.